# Associazione italiana cantastorie ambulanti
L'Associazione italiana cantastorie ambulanti (AICA) è un'associazione nata nel 1947 per opera di Lorenzo De Antiquis, un cantastorie romagnolo, seguendo l'idea di creare una collaborazione con i sindacati degli ambulanti. Tale associazione ha, inoltre, sviluppato regolamenti di solidarietà tra cantastorie. L'associazione ha sede attualmente a Forlì.
II primo presidente dell'Associazione fu il romagnolo Alfredo Silvagni, che rimase in carica fino al 1950.
Tra il 1957 e il 1975 l'AICA ha organizzato diversi congressi dei cantastorie, che hanno visto delle competizioni fra i partecipanti con premi e targhe, mentre al vincitore della gara più importante spettava il titolo di Trovatore d'Italia. Dal 1975 si sono svolte altre rassegne non competitive, tra cui nel 1980 a Torino (La Rassegna dei Cantastorie) nel 1982 a Santarcangelo di Romagna, nel 1983 a Casalecchio di Reno e nel 1985 a Bagnacavallo. 
Dal 1986 in poi le rassegne dei cantastorie si sono svolte essenzialmente a Casalecchio e a Santarcangelo di Romagna.

## Vincitori delTrovatore d'Italia
- 1957 (Gonzaga) prima edizione - Cicciu Busacca[8]
- 1958 (Gonzaga) - Vito Santangelo
- 1960 (Grazzano Visconti) - Orazio Strano
- 1962 (Castellarquato) - Orazio Strano
- 1964 (Monticelli d'Ongina) - Vito Santangelo
- 1965 (Bobbio) - Turi Di Prima
- 1966 (Piacenza) - Leonardo Strano
- 1967 (Piacenza) - Franco Trincale[9]
- 1968 (Piacenza) - Franco Trincale
- 1969 (Piacenza) - Giovanni Borlini e Angelo Brivio
- 1970 (Piacenza) - Piazza Marino
- 1972 (Bologna) - Lorenzo De Antiquis
- 1973 (Bologna) - Dina Boldrini
- 1974 (Bologna) - Cicciu Rinzinu
- 1975 (Bologna) ultima edizione - Angelo Cavallini e la moglie Vincenzina Mellina